# Паскино (Кировская область)
Паскино — деревня в Слободском районе Кировской области в составе Светозаревского сельского поселения.

## География
Находится на расстоянии примерно 19 км по прямой на юго-восток от районного центра города Слободской.

## История
Известна с 1678 года как деревня Пасхинцы с 12 дворами. В 1764 27 жителей из новокрещённых удмуртов (деревня уже Паскинская). В 1873 году в ней было учтено дворов 38 и жителей 289, в 1905 45 и 354, в 1926 56 и 339 (212 удмурты), в 1950 48 и 215 соответственно. В 1989 году оставалось 35 жителей. Современное название закрепилось с 1939 года.

## Население
Постоянное население составляло 20 человек (удмурты 55 %) в 2002 году, 15 в 2010.